# 港鐵巴士506綫
港鐵巴士506綫由港鐵巴士營運，是一條替代輕鐵的巴士路綫，來往屯門碼頭至兆麟之間，主要為屯門碼頭及龍門路（蝴蝶邨至龍門居的一段）沿線居民提供接駁屯馬綫及到屯門市中心的服務。

## 路線歷史
輕便鐵路/九廣輕鐵
1988年9月23日，輕鐵通車後5日，輕鐵506綫投入服務，來往屯門碼頭至安定，車輛抵達安定站2號月台後，所有乘客必須在該站下車（該月台有一臺上行的扶手電梯，前往安定／友愛商場，而且亦沒有任何自動售票機），然後車輛駛往皇珠路橋底迴圈調頭，之後空車駛回1號月台上客。
屯門支綫（屯門碼頭經豐景園至安定）興建期間，當時所有經市中心站輕鐵路綫均不停安定站2號月台，改以友愛站月台第2卡為北行總站。1992年2月2日，輕鐵506綫正式以友愛為總站。
輕鐵臨時巴士
2002年7月14日，輕鐵506綫因杯渡路架空路軌工程及九廣西鐵屯門站興建工程而須全綫停駛，由506臨時巴士綫取代，並計劃輕鐵路軌架空工程竣工後（即2003年8月31日）回復以輕鐵行駛。
本路綫是依原輕鐵506綫相約服務範圍行走，但分別之處是：本綫因當年杯渡路不准右轉入屯門鄉事會路前往市中心，須繞經屯門新墟一帶。走線為杯渡路左轉入屯門公路，然後經育康街折返新墟。巴士亦會駛入友愛邨友愛路，但沒有車站設於友愛。另外往友愛方向，亦不設青山村站。班次為8-12分鐘一班。
2002年8月31日，為減少車程時間及方便屯門南居民來往新墟，本綫改由屯門鄉事會路經青賢街折返，並加設仁政街車站，然後前往屯門市中心。因走綫縮短而可加密至7-12分鐘一班。
九鐵接駁巴士
2003年第2季，九鐵計劃西鐵年底通車，屯門區輕鐵路綫會全面重組，其中506綫會被新路綫輕鐵552（屯門碼頭至建安一段）及553綫（建安至安定一段）取代，故即使杯渡路架空路軌工程後，仍未有按照2002年時的承諾回復輕鐵行駛，繼續以臨時巴士角色營運至552及553綫於2004年初正式投入服務。
後來因屯門居民及屯門區議會認為重組後的路綫更令乘客不便及九鐵不了解乘客去向而刪減路綫，強烈反對整個方案而令輕鐵重組方案擱置。加上天水圍區輕鐵新支綫通車首日造成混亂，接著將大量資源調至天水圍區，令輕鐵車輛數量不足，因此本綫最終並沒有恢復由輕鐵行駛，九鐵亦慢慢地淡化「臨時巴士」的之名，變成九鐵巴士接駁九廣西鐵為主。
2004年4月4日起，為配合屯門站公共運輸交匯處啟用，本綫改經屯門站公共運輸交匯處，然後前往屯門市中心，取消屯門遊樂場及雅都花園分站。同日全面改用八達通卡轉乘港鐵、輕鐵及港鐵巴士，不再發售巴士轉乘車票。
港鐵巴士
2007年12月2日兩鐵合併，本綫由港鐵公司營運，稱為港鐵巴士（新界西北）。
2008年尾，友愛邨居民投訴本綫車輛行駛友愛路造成噪音滋擾及危害居民出入。鑑於本綫在友愛路不設車站，港鐵在2009年中開始研究及使用空載巴士進行測試，以計算本線延長至兆麟時所需要的時間及資源。其後港鐵於屯門區議會中表示，延長本線須增加兩輛巴士以維持現有班次。由於當時港鐵巴士數量不足，須永久停辦A73及K16綫以換取足夠巴士數量延長至兆麟苑。
2009年10月12日起，本綫延長至兆麟，不再繞經友愛路，並改經海榮路、青山公路和兆麟街，加設輕鐵三聖站及兆麟站。同日A73削減班次至每日早上兩班往屯門方向，該兩班車到達屯門區後，會轉為行走506特別班次，其餘削減後多出的車輛，用作填補506延長後的繁忙時間班次空位。
2009年11月9日，A73取消後，本綫加密至5-10分鐘一班。
本綫北行方向初時繞經屯門站公共運輸交匯處，因屯門站上蓋樓盤 (即現在的瓏門)興建，而令屯門站公共運輸交匯處搬遷。由2010年3月14日起，往兆麟苑方向不經河傍街及仁政街，同時不再駛入屯門站公共運輸交匯處，原於屯門站公共運輸交匯處之車站，遷往杯渡路東行的屯門站公共運輸交匯處新址外（屯門站C1出口對出）。
2010年9月1日起：港鐵接駁巴士部調派2部車輛至港鐵巴士部門，本綫班次加密至4/5-10分鐘一班。
2012年9月3日起：本綫於平日再加派一輛巴士行駛，班次由以往最密4/5分鐘加至4分鐘一班，以應付日益所增的乘客量及新學年交通擠迫。另增設由富健花園單向前往屯門市中心的定時特別班次，同日起投入服務。
2013年8月5日起：本綫在富健花園站開出的特別班次由屯門市中心縮短至港鐵屯門站。
2013年9月2日起：本綫在富健花園站開出的特別班次增至5班。
2014年6月16日起：本綫在富健花園站開出的特別班次增至6班。
2016年2月29日起：本綫在富健花園站開出的特別班次增至7班。
2022年2月14日起，本綫改為雙邊總站運作，於屯門碼頭及兆麟均設置總站。

## 服務時間及班次
常規班次
| 屯門碼頭開                                                | 屯門碼頭開  | 屯門碼頭開   | 兆麟開           | 兆麟開      | 兆麟開       |
| 日期                                                      | 服務時間    | 班次（分鐘） | 日期             | 服務時間    | 班次（分鐘） |
| --------------------------------------------------------- | ----------- | ------------ | ---------------- | ----------- | ------------ |
| 星期一至五                                                | 05:30-00:30 | 4-10         | 星期一至五       | 05:45-00:50 | 4-10         |
| 星期六                                                    | 05:30-00:30 | 5-10         | 星期六           | 05:45-00:50 | 5-10         |
| 星期日及公眾假期                                          | 05:30-00:30 | 7-10         | 星期日及公眾假期 | 05:45-00:50 | 7-10         |
| 每天00:00後開出的班次皆無法趕及屯門站開出的屯馬綫尾班車。 |             |              |                  |             |              |

特別班次（富健花園 → 屯門站）
- 星期一至五：07:00、07:12、07:24、07:36、07:48、08:00、08:12

星期六、日及公眾假期不設服務
非定時特別班次
本綫於繁忙時間，亦設有特別班次，不定期及不定時（官方沒有公佈資料、沒有明文規定及由當日職員以對講機通知開出）有空車於指定車站開始載客，以接載積聚良久仍不能登上正規班次之短程乘客。因此，有乘客表示看到排隊人龍長、且有特別車出現，就代表將會很大機會因班次失準而導致行程遲到。
平日上午繁忙時間會預留兩輛巴士停泊在屯門車廠作行駛506非定時特別班次。大概每兩至三班正規車，便須開出一班非定時特別班次清走濟留在車站的乘客。
另一方面，上午繁忙時間K52特別班次行駛至龍鼓灘後，會改行一轉506非定時特別班次往屯門市中心才收車，令早上高峰期最多可有3班非定時特別班次同時服務。
下午繁忙時間則以一輛雙層巴士行駛非定時特別班次，開出前停泊於輕鐵市中心站旁，等候屯門站站長指示開出。
此外，在非繁忙時段及晚上時段，有一部份到達屯門站（西行）的班次會稍作停留三至五分鐘才繼續開出到屯門碼頭。
備註：
1. 特別班次到達及開出時間並沒有規定，乘客必須承受上車後仍要等候一會才開出的風險。
2. 上午非定時特別班次總站不定，乘客須留意車頭、車側及錢箱旁的提示。現時非定時特別車多數會於市中心站清客及停止服務（不經安定及兆麟）。

## 收費
| 標準車費              | 標準車費                                                  | 現金 | 八達通 |
| --------------------- | --------------------------------------------------------- | ---- | ------ |
| 成人                  | 成人                                                      | $5.1 | $5.1   |
| 特惠                  | 小童                                                      | $2.2 | $2.2   |
| 特惠                  | 長者（65歲或以上） 「殘疾人士身分」個人八達通（12歲以下） | $2.2 | $2.0   |
| 特惠                  | 「學生身分」個人八達通                                    | $5.1 | $2.2   |
| 特惠                  | 「殘疾人士身分」個人八達通（12-64歲）                     | $5.1 | $2.0   |
| 「樂悠咭」（60-64歲） |                                                           | $5.1 | $2.0   |

| - 3至11歲為小童；65歲或以上為長者。 - 乘客可以現金或八達通於上車時付款，不設找續。 - 合資格學生使用「學生身份」個人八達通繳付車資，可享有特惠車費優惠，費用相等於小童車費，如以現金繳付車費，則必須繳付成人車費。 - 65歲或以上長者使用「樂悠咭」，以及合資格殘疾人士（包括12歲以下合資格殘疾兒童）使用「殘疾人士身份」個人八達通（包括「樂悠咭」）繳付車資，可享有每程$2.0或特惠車費（以較低者為準）的票價優惠；65歲或以上長者如使用長者或一般個人八達通繳付車資，則只可享有相等於小童車費優惠；12至64歲殘疾人士如以現金繳付車費，則必須繳付成人車費。 - 60至64歲香港居民使用「樂悠咭」繳付車資，可享有每程$2.0或成人車費（以較低者為準）的票價優惠，如以現金繳付車費，則必須繳付成人車費。 - 持有全月通2（屯門—南昌）或全月通3（屯門—紅磡）之乘客在車票有效期內確認八達通乘搭本路綫，可獲免費。 - 持有屯門—南昌全日通、遊客全日通或港鐵認可之指定智能車票之乘客在車票有效期內確認有效車票，可獲免費乘搭本路綫。 - 所有港鐵車票（包括但不限於輕鐵車票、港鐵紀念車票及搭十送一車票等；不包括屯門—南昌全日通及指定日子使用的紀念車票），不會獲得免費轉乘優惠。 - 每位成人乘客可免費攜帶最多兩名3歲以下而不佔座位的兒童乘客乘車，超額之3歲以下小童必須繳付小童車費乘車。 - 港鐵公司職員及家屬（不包括外判職員）可免費乘搭本路綫，惟必須拍職員或職員家屬八達通。 - 使用八達通的乘客，於上車拍卡後一小時內轉乘港鐵重鐵網絡（機場快綫除外）／輕鐵，或於港鐵重鐵網絡（機場快綫除外）出閘／輕鐵出站後一小時內轉乘本綫，本路綫車資可獲減免。 - 如轉乘模式為輕鐵／港鐵巴士→港鐵（屯馬綫）→輕鐵／港鐵巴士，整個轉乘行程不可超過兩小時。 |

- 由本路綫於上車後1小時內轉乘K51、K52綫，或由上述路綫轉乘本路綫，可免收車資，優惠不適用於K52A及K52S綫。

## 使用車輛
初時九鐵向城巴租8輛利蘭奧林比安（K105及K111-K117），用於行駛本綫及505綫，另外部分丹尼士三叉戟巴士（6XX）支援本綫；2003年秋季，該8輛巴士歸還城巴後（隨後不久被售予英國），九鐵巴士再向新巴租31輛富豪奧林比安（VA）及4輛利蘭奧林比安巴士（LA）（臨時車隊編號K201-K235）。直至2004年末至2005年，九鐵巴士從新巴購入了47輛10.6米（701-747）及6輛11.3米版本的二手丹尼士三叉戟巴士（748-753），本綫開始採用自家公司的車隊營運。
由於港鐵接駁巴士（俗稱東鐵部）於九龍南綫通車後資源較充裕，2010年中，兩部亞歷山大丹尼士Enviro 500（801、802）被調派到港鐵巴士部，曾多次測試以兩車行駛本綫的可行性。2010年9月1日起，801、802於本綫投入服務，本綫班次加密至4/5分鐘一班，成為首條以12米直梯巴士行走的港鐵巴士（新界西北）路綫。2011年5月起，兩部Enviro500（801、802）調至天水圍行走港鐵巴士K76綫。
本綫現時主要使用富豪B9TL（3XX）和Enviro 500 MMC(5XX)。
短程特別車用車主要為丹尼士三叉戟（6XX及7XX）、亞歷山大丹尼士Enviro 500 MMC(5XX)及富豪B9TL(319-386) 。特別車出車並沒有特別規定需用指定一種類型，純粹留起空車有需要時（不定時）開出。2012年第三季，因港鐵巴士車隊購入新雙層巴士（E400及E500）取代退役單層巴士（富豪B10M），故上午非定時特別班次改以雙層巴士行駛。
本綫現時早上最高峯時期的用車量，共8輛雙層巴士行駛正規班次，另有1輛行駛定時特別班次、2輛行駛非定時特別班次、1輛雙層巴士行駛支援非定時特別班次及1輛屯門車廠後備車隨時用作支援。但由於本綫派車量緊張，而本綫的巴士行車時間又經常誤時，導致總站過了應有開出時間仍未有車返到總站，令下一轉車開出時間都相繼延誤。

## 行車路綫

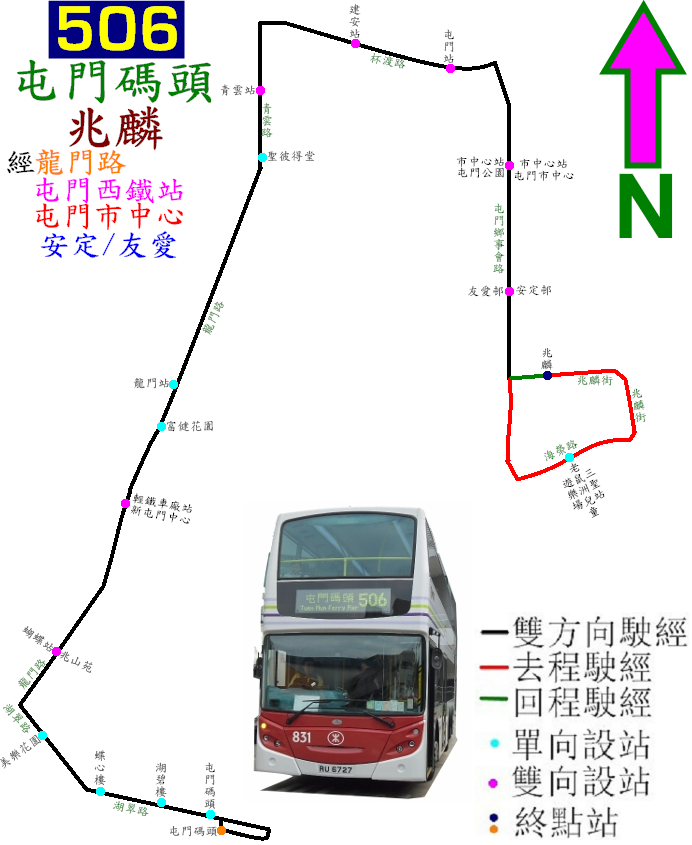
506線常規班次的走線圖

屯門碼頭開經：湖翠路、龍門路、青雲路、杯渡路、屯門鄉事會路、屯門市中心公共運輸交匯處、屯門鄉事會路、海榮路、青山公路－青山灣段及兆麟街。
兆麟開經：兆麟街、屯門鄉事會路、杯渡路、青雲路、龍門路及湖翠路。

### 沿線車站
| 屯門碼頭開 | 屯門碼頭開 | 屯門碼頭開               | 兆麟開 | 兆麟開       | 兆麟開                 |
| 序號       | 車站名稱   | 位置                     | 序號   | 車站名稱     | 位置                   |
| ---------- | ---------- | ------------------------ | ------ | ------------ | ---------------------- |
| 1          | 屯門碼頭   | 屯門碼頭公共運輸交匯處   | 1      | 兆麟         | 兆麟街                 |
| 2          | 美樂花園   | 湖翠路                   | 2      | 友愛邨       | 屯門鄉事會路           |
| 3          | 蝴蝶站     | 龍門路                   | 3      | 市中心站     | 屯門鄉事會路           |
| 4          | 輕鐵車廠站 | 龍門路                   | 4      | 屯門站       | 杯渡路                 |
| ^          | 富健花園   | D4路                     | 5      | 建安站       | 杯渡路                 |
| 5^         | 龍門站     | 龍門路                   | 6      | 青雲站       | 青雲路                 |
| 6^         | 青雲站     | 青雲路                   | 7      | 聖彼得堂     | 青雲路                 |
| 7^         | 建安站     | 杯渡路                   | 8      | 富健花園     | 龍門路                 |
| 8^         | 屯門站     | 杯渡路                   | 9      | 新屯門中心   | 龍門路                 |
| ^          | 屯門站     | 屯門站公共運輸交匯處     | 10     | 蝴蝶站       | 龍門路                 |
| 9          | 屯門市中心 | 屯門市中心公共運輸交匯處 | 11     | 蝴蝶邨蝶心樓 | 湖翠路                 |
| 10         | 安定邨     | 屯門鄉事會路             | 12     | 湖景邨湖碧樓 | 湖翠路                 |
| 11         | 三聖站     | 海榮路                   | 13     | 海翠花園     | 湖翠路                 |
| 12         | 兆麟       | 兆麟街                   | 14     | 屯門碼頭     | 屯門碼頭公共運輸交匯處 |

- 定時特別班次於富健花園（龍門路迴旋處）開出後，停靠^號車站。

## 非定時特別班次
特別班次提供載客服務時，所行經的走綫與正規班次大致相同，惟起點及終點站是正規班次的中途站。
清客後一般經屯門鄉事會路、屯興路、屯門公路、皇珠路、龍門路前往龍門路迴旋處／屯青里迴旋處／屯門車廠等候指令，再次行走非定時特別班次，或返回屯門車廠收車。
根據日常觀察及車頭目的地顯示屏得知，非定時特別班次路綫組合有：
上午繁忙時間
- 以市中心站為總站

1. 由輕鐵車廠開出（在屯青里迴旋處、屯門車廠調頭／車廠後備車／由總站經湖山路前往）
2. 由輕鐵龍門站開出（在龍門路迴旋處調頭）
3. 由輕鐵蝴蝶站開出（行駛K52特別班次後改行506特別班次）
4. 由輕鐵美樂站開出（經湖景路後不進入屯門碼頭總站直接經湖翠路前往）
5. 由屯門碼頭總站開出

- 以安定站為總站

1. 由輕鐵車廠開出
2. 由輕鐵龍門站開出
3. 由輕鐵蝴蝶站開出
4. 由屯門碼頭總站開出

- 以屯門站為總站

1. 由輕鐵車廠開出
2. 由輕鐵龍門站開出
3. 由輕鐵蝴蝶站開出
4. 由屯門碼頭總站開出

- 以屯門碼頭為總站

1. 由輕鐵屯門站開出
2. 由市中心開出

下午繁忙時間
- 以屯門碼頭為總站

1. 由市中心開出
2. 由輕鐵屯門站開出

## 利用狀況及發展
本綫仍是由輕鐵車輛提供服務時，主要服務屯門碼頭一帶、美樂花園、蝴蝶邨、新屯門中心、新發邨乘客往返工業區及市中心。
1990年代初，美樂花園及新屯門中心大量居民入住，本綫成為該兩屋苑往市中心的主要路綫。1990年代末，2個位於散石灣的大型屋苑——龍門居及富健花園相繼入伙，龍門站客量急速上升，由於本綫是唯一前往市中心的路綫，故屋苑入伙進一步帶動本綫的客量。
由於來往屯門碼頭至友愛及安定的走綫較輕鐵507綫迂迴，加上服務區域較小，後期香港工業北移導致使用建安站人流不斷下降，本綫走綫短、且客量曾經只屬一般至偏低水平，用車數目更是當時各輕鐵路綫中最少的（只有4至6列，並以單卡營運）。
改由巴士行駛後，由於駛經屯門新墟以及屯門站一帶，加上九廣西鐵通車，本綫的客量開始穩步上升。
本綫亦駛經香港專業教育學院屯門分校（IVE屯門分校），繁忙時間有不少居住在市區的IVE學生乘搭屯馬綫再轉乘本綫上下課，而居住屯門西南部的居民，大部份是到屯門站轉乘港鐵來往元朗區或市區上班上學，因此上下午繁忙時間兩邊方向都滿載乘客。
平日繁忙時間，屯門站（近輕鐵站）更常常出現排長龍等候本綫的情況，就算非繁忙時間也有不俗的載客量，因此成為屯門區3條主力港鐵巴士路綫之一（另外兩條是K51、K52）。由於乘搭本綫來往屯門碼頭至兆麟及安定較輕鐵（507、614及614P）迂迴（步行來往屯門碼頭至兆麟亦比乘坐本線快），因此乘畢此程的乘客不多，主要是流水客來往市中心、友愛以及屯馬綫轉乘客。
由於本綫乘客主要前往屯門站，港鐵在繁忙時間都會開出特別班次來往屯門站及屯門碼頭，但該等班次經常在常規班次開出後的短時間後才開出，因此令部分前往兆麟及市中心的乘客未能上車，同時不能有效地疏導乘客。有時部分車長更因此飛站。
2008年9月28日港鐵推出全面學生半價優惠（同時適用於港鐵巴士）後，不少屯門區內學生（包括屯門IVE學生）選擇改乘港鐵巴士上下課，因此令本綫客量進一步上升。
2009年8月16日今屬屯馬綫的九龍南綫通車，乘搭該綫的吸引力大增，令本綫乘客量再創高峰，而輕鐵的新車輛亦於同年抵港並陸續投入服務，但港鐵初步只把該批列車用於加強現時輕鐵路綫的服務上，同時替代翻新輕鐵時的車輛空缺。加上港鐵表示沒有計劃回復輕鐵行駛，並陸續為本綫部分巴士分站加建上蓋，因此本綫仍會繼續以巴士行駛，導致大部分屯門區議員都十分不滿，要求本綫能盡快改回輕鐵行駛。
在屯門區議會2012-2013年交通及運輸委員會第四次會議中，港鐵公司表示計劃於2012年8月下旬將本綫的編號506更改為K56，以統一港鐵巴士路綫編號以及令乘客更清楚本綫是接駁巴士。此言論一出，多名區議員表示強烈反對，「批評港鐵欠缺誠信」，認為此舉「意味港鐵不會把506號綫改回以輕鐵行駛」，以及「違反不同政策的原則，包括當初要求屯門及元朗居民以輕鐵為區內主要交通工具，而減少區內巴士和小巴服務的政策；以及署方推行以鐵路為主的交通運輸網絡，以疏導交通及減少環境污染的政策」，並且「要求506號綫改回以輕鐵行駛」。同年9月12日，港鐵公司書面回覆屯門區議會，表示經考慮後，決定不會更改本綫的編號，並且沒有計劃恢復行走輕鐵506綫。
2013年8月，運輸及房屋局書面回覆屯門區議會，表示港鐵公司決定繼續以巴士行走本綫。

## 補充資料
- 本巴士綫是唯一一條不是以K字頭編號的港鐵巴士路綫，港鐵曾計劃2012年8月底改名本綫為K56，因屯門區議會強烈反對（代表此線永久改以巴士行駛），最終暫緩計劃。
- 本巴士綫開綫時，車費以輕鐵506綫最高收費訂立，導致本綫車費一直比其他港鐵巴士貴。這情況直至2012年港鐵加價，才統一了全綫港鐵巴士車費。

## 外部連結
港鐵
- 港鐵巴士506綫路綫圖 （页面存档备份，存于）